# 600665 Nuitsaintgeorges
600665 Nuitsaintgeorges este o planetă minoră (asteroid) din centura de asteroizi. A fost descoperită pe 21 februarie 2012 la  de Michel Ory⁠(d). 
Obiectul prezintă o orbită caracterizată de o semiaxă mare de 3,1484742772488 UAi, o excentricitate de 0,058428075056242, o înclinație de 11,08464413859 ° în raport cu ecliptica.